# Estonia en los Juegos Paralímpicos de Pekín 2008
Estonia estuvo representada en los Juegos Paralímpicos de Pekín 2008 por tres deportistas masculinos.

## Medallistas
El equipo paralímpico estonio obtuvo las siguientes medallas:
| Nombre          | Deporte  | Evento                      |
| --------------- | -------- | --------------------------- |
| Oro             |          |                             |
| —               |          |                             |
| Plata           |          |                             |
| —               |          |                             |
| Bronce          |          |                             |
| Kardo Ploomipuu | Natación | 100 m espalda S10 masculino |